# شيغه-رو ساوادا
شيغه-رو ساوادا (باليابانية: 沢田茂؛ بالكانا: さわだ しげる) هو عسكري ياباني، ولد في 29 مارس 1887، وتوفي في 1 ديسمبر 1980.